# Янош Апацаї Чере
Янош Апацаї Чере; угор. Apáczai Csere János; справжні ім'я та прізвище Янош Чере; 10 червня 1625, Апаца — 31 грудня 1659, Коложвар) — трансільванський угорський педагог, філософ, богослов-кальвініст, попередник угорської освіти та поширення науки рідною мовою, перший угорський енциклопедист. Був видатним діячем трансільванського пуританського руху і один з перших угорських послідовників декартової епістемології.

## Біографія
Він був дитиною бідних кальвіністських батьків у Барцашагу. Продовжив вищу освіту в Коложварі і Дюлафехерварі, а потім, зі стипендії єпископа, з 1648 по п'ять років у голландських університетах (Франекер, Лейден, Утрехт). У квітні 1651 року він був призначений доктором теології в університеті Хардервейка. Повернувшись додому в 1653, він спочатку став класним учителем кальвіністського коледжу в Дюлафехерварі, але послідовно представив передові педагогічні ідеї, a консервативні начальники і Дьордь II Ракоці, князь Трансільванії сердився на нього. Тому наприкінці 1655 року йому довелося припинити викладання. Завдяки його наставникам, з літа 1656 року він зміг продовжити викладати в якості директора реформатської школи в Коложварі. З 1657 року його педагогічний дух почав проявлятися в новій школі, його прагнення були підтримані, його знання користувалися повагою. Серед його найвідоміших учнів були Міклош Бетлен і Ференц Папаї Паріс. Наприкінці 1658 року він представив князю Акошу Барчаї свій план одного сучасного трансільванського університету, але в тіні конфлікту з Османською імперією, питання поліпшення освіти було відсунуто на задній план. Апацаї Чере помер рік по тому, у кінці 1659 року, у віці тридцяти чотирьох років від туберкульозу. Його голландська дружина, Алетта ван дер Мет, теж померла незабаром після цього; їхні двоє дітей не досягли зрілості.

## Науковий і філософський внесок
Ідеологічними джерелами його життя були пуританська етика, ідеал прогресу, картезіанський метод і важливість енциклопедичних знань. Його пуританські наставники в Трансільванії, Андраш Порчалми і Йоганн Генріх Бістерфельд, передали свій ентузіазм до культурного і соціального прогресу та науки. Під час навчання в Нідерландах він познайомився з енциклопедичними зусиллями Воеція, матеріалістичними і раціоналістичними вченнями Бекона і Декарта. Ці просвітні ідеї знаходилися у непримиренному конфлікті з відсталими культурними відносинами Трансільванії, і цей конфлікт визначив його роботу в галузі освіти і науки, і врешті-решт його успіхи і невдачі. Він не зміг вижити в боротьбі з консервативними церковними і світськими колами Трансільванії, і не зміг замінити схоластичні і догматичні освітні погляди і програми шкільною системою заснованою на сучасних засадах. Проте, ґрунтуючись на педагогічних ідеях — вивченні природничих наук, викладанні рідною мовою, організації наукового університету — Апацаї Чере справедливо вважається апостолом сучасної угорської освіти. Його іншим досягненням стало запровадження теоретичних і наукових основ декартової філософії на угорській землі. Хоча його біблійний підхід, його часткове догматичне богословське мислення і його невпевненість у математиці не дозволяли йому бути господарем нових доктрин, але як попередник сучасної науки, він вперше написав угорською мовою про геліоцентричну систему світу, кровообіг і магнітне схилення.
Під час свого перебування в Нідерландах, ґрунтуючись на короткому викладі Петра Рамуса, він написав логічний трактат «Маленька угорська логіка» (Magyar logicatska, 1654), і, ґрунтуючись на наукових працях Декарта, Регія, Рамуса, Еймса, Феннера, Скрибонія, Альтузія і Альстеда, першу енциклопедію угорською мовою (Magyar encyclopaedia, 1653—1655). Його енциклопедія була в першу чергу підручником, призначеним для використання в освіті, але її будова і зміст чудово відбивали наукові результати тієї епохи, в основному дух філософії Декарта. Завдяки його раннім зусиллям з розвитку наукової мови, в угорську мову було введено такі слова: számláló (чисельник), hegyesszög (гострий кут), súrlódás (тертя) тощо.